# Revolutions-Marsch
Revolutions-Marsch (Marcia della rivoluzione) op. 54, è una marcia di Johann Strauss (figlio).

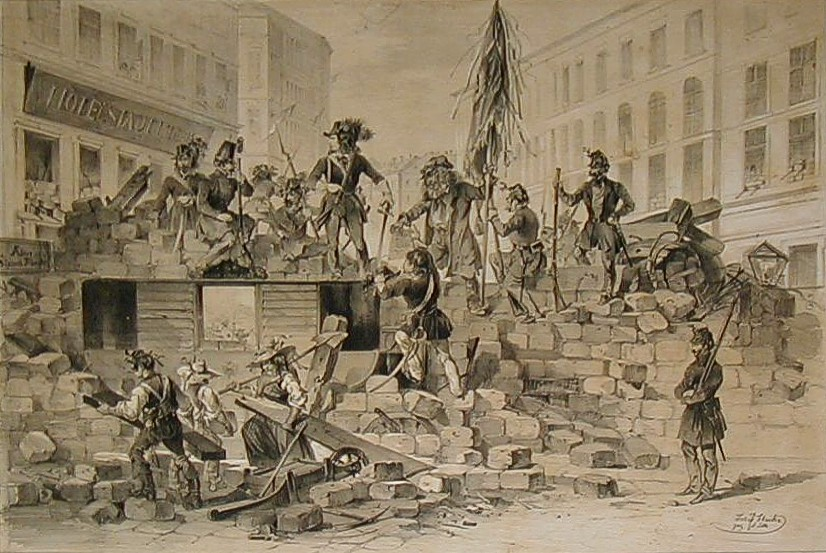
Barricate nella Vienna rivoluzionaria del 1848.

Quando le fiamme della rivoluzione che divampava in Europa, arrivarono a Vienna, il 13 marzo 1848, il giovane Johann Strauss si trovava ancora a Bucarest con la sua orchestra.
Un'ulteriore recrudescenza di violenza, nel mese di maggio, coincise con il ritorno del giovane Strauss alla sua città natale, dopo di che prese rapidamente una chiara posizione; mentre suo padre si schierò con la monarchia, Johann diede la propria solidarietà agli studenti rivoluzionari.
Per loro scrisse una serie di composizioni, tra cui la Revolutions-Marsch, chiaramente influenzata dallo stile ungherese.
Probabilmente Strauss eseguì la Revolutions-Marsch (originariamente chiamata Siegesmarsch der Revolution) durante i suoi tour; di certo il pubblico viennese non la ascoltò fino ai primi del giugno 1848.